# Amanda Waller (DC Extended Universe)
Amanda Belle Waller (nata Blake) è un personaggio immaginario appartenente al DC Extended Universe (DCEU) e successivamente al media franchise del DC Universe (DCU). Interpretata da Viola Davis, è basata sull'omonimo personaggio di DC Comics. Nei fumetti, Waller è un personaggio moralmente ambiguo: una funzionaria governativa spietata e calcolatrice, nonché direttrice dell'agenzia A.R.G.U.S.
Nel DCEU, Waller supervisiona inizialmente le operazioni dell'unità black ops "Task Force X", selezionando un gruppo di detenuti rinchiusi nel penitenziario di Belle Reve per partecipare a missioni segrete, con l'obiettivo di tutelare gli interessi del governo e impedire l'interferenza di altri metaumani attivi. In particolare, ha diretto la prima incarnazione della Task Force X, inviata a fermare l'Incantatrice e suo fratello dal conquistare la Terra, così come una seconda iterazione della squadra, incaricata di infiltrarsi sull'isola di Corto Maltese per distruggere la base fortificata Jotunheim e neutralizzare un'entità extraterrestre nota come "Starro".
Nel DCU, Waller invia un gruppo di agenti A.R.G.U.S., affiancati dall'ex membro della Task Force X Christopher Smith / Peacemaker e da sua figlia Leota Adebayo, per eliminare una specie aliena nota come "Butterflies" e prevenire un'invasione globale. Dopo il successo della missione, Adebayo rivela pubblicamente l'esistenza della Task Force X e il coinvolgimento di Waller, spingendo il Congresso degli Stati Uniti a vietarle l'uso di esseri umani come soggetti sperimentali. In risposta, Waller forma la "Task Force M", un team concettualmente simile, ma composto da mostri e metaumani. Questa nuova squadra viene inviata a Pokolistan per fermare l'invasione orchestrata dalla strega amazzone Circe e dai "Sons of Themyscira", proteggendo nel contempo la principessa Illana Rostovic. Tuttavia, una visione di un possibile futuro mostrata da Circe induce Waller a ordinare il ritorno della squadra nel paese con l'obiettivo di eliminare Rostovic, prima che questa possa dichiarare guerra alla Terra e sterminare tutti i metaumani.
A partire dal 2023, il personaggio è una figura ricorrente di rilievo nel DCEU, apparendo nei film Suicide Squad (2016), il suo sequel stand-alone The Suicide Squad - Missione suicida (2021) e Black Adam (2022) con un cameo non accreditato, oltre alla prima stagione della serie televisiva Peacemaker (2022-in corso). Amanda Waller è poi stata integrata nella nuova continuità del DC Universe (DCU), tornando nella serie animata Creature Commandos (2024-in corso) e destinata a essere la protagonista della serie live-action Waller.

## Biografia del personaggio

### DC Extended Universe

#### Formazione della Task Force X
Amanda Waller viene introdotta in Suicide Squad come un'agente governativa affiliata all'FBI e responsabile dell'organizzazione A.R.G.U.S. Viene mostrata in contatto con vigilanti come Bruce Wayne / Batman, al quale fornisce informazioni utili per catturare criminali come Floyd Lawton / Deadshot.
Dopo la morte di Superman, Waller — preoccupata che il "prossimo Superman" potesse non "condividere il suo codice morale" — decide di creare la Task Force X, successivamente nota come "Suicide Squad". Il team è composto da metaumani incarcerati e criminali straordinari come Deadshot, Harley Quinn, Capitan Boomerang, El Diablo e Killer Croc. Waller tenta anche di arruolare June Moon / Incantatrice e Slipknot, ma l'Incantatrice si ribella, diventando una minaccia globale. Slipknot, invece, viene giustiziato per diserzione dal caposquadra Rick Flag durante la missione per fermare l'Incantatrice. Nel corso dell'operazione, la squadra è costretta, con riluttanza, a salvare la stessa Waller, che stava tentando di coprire il proprio coinvolgimento nella fuga dell'Incantatrice.
Dopo che la squadra riesce a neutralizzare la minaccia e a liberare June Moon dalla possessione, Waller concede una riduzione della pena di dieci anni alla maggior parte dei membri, oltre a diversi privilegi individuali, escludendo però Capitan Boomerang. In seguito, incontra di persona Bruce Wayne e gli consegna documenti governativi classificati su diversi metaumani, tra cui Arthur Curry e Barry Allen, affinché possa reclutarli per la sua squadra. In cambio, Wayne le garantisce protezione per la sua reputazione e per il suo coinvolgimento nella Task Force X.

#### Distruzione del Progetto Starfish
Waller invia due gruppi della Task Force X a Corto Maltese, ciascuno ignaro dell’esistenza dell'altro, in seguito a un colpo di stato anti-americano. L’obiettivo ufficiale è smantellare il "Progetto Starfish", ma si rivelerà essere una missione volta a insabbiare il coinvolgimento degli Stati Uniti in esperimenti disumani condotti nel paese.
La prima squadra, guidata da Rick Flag e composta tra gli altri da Harley Quinn, Capitan Boomerang, Cory Pitzner / T.D.K. e "John Doe" / Weasel, viene inviata in un attacco anfibio e finisce quasi completamente annientata dalle difese di Corto Maltese. Flag viene salvato da un gruppo di ribelli locali, i Combattenti per la Libertà; Quinn viene catturata dai militari; T.D.K. e Weasel sono dati per morti, ma entrambi sopravvivono. Waller, nel frattempo, uccide il compagno di squadra Brian Durlin / Savant facendo esplodere a distanza l'ordigno impiantato nella sua testa, punendolo per diserzione.
La seconda squadra, composta da Robert DuBois / Bloodsport (costretto da Waller a unirsi per evitare l'incarcerazione della figlia Tyla a Belle Reve), Chris Smith / Peacemaker, Nanaue / King Shark, Cleo Cazo / Ratcatcher 2 e il suo topo domestico Sebastian, e Abner Krill / Polka-Dot Man, si infiltra mentre l’esercito è distratto dal primo attacco, che si rivela essere una manovra diversiva.
Il secondo gruppo riesce a salvare Flag e Quinn prima di dirigersi verso Jötunheim, una struttura di ricerca risalente all’epoca nazista dove è custodito il Progetto Starfish. Qui costringono il capo genetista, Thinker, a guidarli all'interno. Thinker rivela di essere stato assunto sia dagli Stati Uniti che dal governo di Corto Maltese per supervisionare gli esperimenti, e che la presenza di Peacemaker nel gruppo era stata voluta da Waller per evitare che trapelassero informazioni.
Durante uno scontro interno, Peacemaker uccide Flag e sta per eliminare anche Cazo, ma viene fermato da Bloodsport. Intanto Starro, un gigantesco alieno simile a una stella marina e soggetto degli esperimenti, uccide Thinker, si libera e semina il caos sull’isola, prendendo il controllo mentale degli abitanti.
Waller ordina l’evacuazione immediata, ma i membri superstiti della Task Force X decidono di disobbedire per salvare la popolazione civile. Furiosa, Waller minaccia di farli giustiziare, ma il suo sottoposto Flo Crawley la mette fuori gioco, permettendo al team di supporto – tra cui Emilia Harcourt e John Economos – di dare il via libera alla squadra.
Dopo aver eliminato Starro, Bloodsport utilizza le prove del coinvolgimento americano nel progetto per negoziare la libertà per sé, Quinn, Nanaue, Cazo e Sebastian. Il gruppo lascia l’isola a bordo di un aereo, con la garanzia che Tyla non sarà incarcerata.

#### Progetto Butterfly
Alcuni mesi dopo l'operazione Progetto Starfish, Amanda Waller incarica una nuova squadra di contenere una minaccia extraterrestre: una razza aliena nota come i Butterfly. A capo del gruppo viene assegnato Clemson Murn, mentre Peacemaker viene reclutato dopo essersi ristabilito dalle ferite riportate, ignara del fatto che Murn sia stato ucciso ed è ora controllato da un Butterfly ribelle di nome Ik Nobe Lok.
Come punizione per la loro insubordinazione durante Progetto Starfish, anche John Economos e Emilia Harcourt vengono assegnati alla missione da Waller, sebbene con riluttanza, poiché percepiscono il compito come un'inutile "babysitteraggio" nei confronti di Peacemaker.
Alla squadra viene affiancata anche Leota Adebayo, figlia di Waller, che si trova divisa tra l'obbedienza agli ordini materni — che prevedono di incastrare Smith — e il legame crescente con lui. Col tempo, Leota si disillude nei confronti di sua madre e finisce per divulgare pubblicamente il coinvolgimento di Waller sia nel Progetto Butterfly sia nella Task Force X, scagionando Peacemaker e mettendo Waller in una posizione estremamente compromettente.

#### Rilascio di Teth-Adam
Dopo il risveglio di Teth-Adam da un sonno durato 5.000 anni a Kahndaq, Amanda Waller contattò Carter Hall / Hawkman e la Justice Society, incaricandoli di fermarlo per impedire che scatenasse un'altra furia distruttiva come quella per cui era stato imprigionato dal Consiglio dei Maghi. Dopo aver affrontato l'Intergang e raggiunto un fragile equilibrio con Adam, la Justice Society lo convinse ad arrendersi: sopraffatto dal rimorso, Adam non si sentiva degno di essere considerato un eroe.
Tuttavia, in seguito, Kent Nelson / Dottor Fate lo libera dal suo confinamento affinché possa aiutare a salvare Kahndaq dalla minaccia di Sabbac. Una volta sconfitto il nemico, Adam adotta il nome moderno di Black Adam. Waller lo contatta nuovamente, avvertendolo di non lasciare Kahndaq, e manda un Superman risorto a parlargli.

### DC Universe

#### Formazione della Creature Commandos
Nella nuova continuità del DC Universo, questa versione di Amanda Waller, dopo che Leota ha rivelato le sue operazioni segrete, è stata costretta a porre fine all'uso di vite umane da parte del Congresso degli Stati Uniti. In seguito, per proteggere la nazione alleata di Pokolistan e la sua erede, la principessa Ilana Rostovic, dagli attacchi della maga amazzone Circe e dei suoi seguaci, i Figli di Themyscira, Waller assembla una squadra di operazioni speciali composta da detenuti non umani di Belle Reve, provenienti dalla Divisione di Sepoltura Non Umana. La squadra prende il nome di Task Force M, nota anche come Creature Commandos. Guidati dal generale Rick Flag Sr., i membri del gruppo includono Nina Mazursky, Alex Sartorius / Dottor Phosphorus, la Sposa, G.I. Robot e una rediviva donnola, nuovamente incarcerata.
Dopo che il team riesce a catturare Circe — che, nel frattempo, ha distrutto G.I. Robot — Waller, Flag ed Economos la interrogano nella sala apposita di Belle Reve. Qui, Circe tenta di persuadere Waller mostrando visioni di un futuro apocalittico: in esse, Rostovic diventa una spietata signora della guerra, alleata di Gorilla Grodd, intenta a conquistare altre nazioni e a sterminare numerosi supereroi. Waller verifica l'autenticità della visione con l'esperta di cultura themysciriana Alisa MacPherson, che conferma la legittimità dei poteri premonitori di Circe. Decisa a prevenire quella catastrofe, Waller ordina a Flag di tornare a Pokolistan con i Commandos per assassinare Rostovic. Flag, però, si rifiuta, convinto che la visione possa essere stata manipolata. Dopo averlo sollevato dall’incarico, Waller nomina la Sposa nuova leader della squadra.
Successivamente, Waller viene informata che Flag è stato gravemente ferito e ricoverato in ospedale, con l'aiuto di Eric Frankenstein. Al suo risveglio, Flag le rivela che la missione era una trappola, spingendo Waller ed Economos a indagare sulla vera identità della MacPherson. I due scoprono che la vera Alisa è stata uccisa e sostituita da Clayface, il quale ha attaccato sia Flag che Frankenstein, facendo sospettare che Circe li abbia manipolati per scatenare una guerra. Waller contatta i Cavalieri di Ametista di Rostovic e riesce a fermarli prima che catturino i Commandos, ma non in tempo per evitare la morte di Nina, uccisa dalla stessa Rostovic. In realtà, all’insaputa di Waller, Rostovic collaborava con Clayface per ingannare sia lei che Flag. Tuttavia, dopo aver visto un filmato della principessa insieme a Clayface, la Sposa intuisce la verità e uccide Rostovic prima di lasciare il paese.
Tempo dopo, Waller assegna alla Sposa e ai Commandos — compreso un G.I. Robot ricostruito in un corpo gigante — un nuovo alloggio all’interno di Belle Reve. Inoltre, nomina tre nuovi membri della squadra: Nosferata, Khalis e King Shark, anch'egli detenuto.

## Concezione e sviluppo

### Origine nei fumetti e primi adattamenti
Nei fumetti, Amanda Waller è apparsa per la prima volta negli anni '80 come assistente del Congresso, prima di essere incaricata di guidare la Suicide Squad. Il suo ruolo e le sue caratteristiche sono variati nel tempo con i cambiamenti editoriali, come quelli introdotti da The New 52. Waller è stata spesso rappresentata anche in altri media basati sui fumetti DC Comics, doppiata da CCH Pounder, Sheryl Lee Ralph e Tisha Campbell-Martin in serie animate e film d'animazione come Justice League Unlimited, Young Justice, il DC Animated Movie Universe e Harley Quinn. In live action, è stata interpretata da Pam Grier in Smallville, Cynthia Addai-Robinson nell'Arrowverse, e Angela Bassett nel film Lanterna Verde (2011).

### Casting per il DCEU

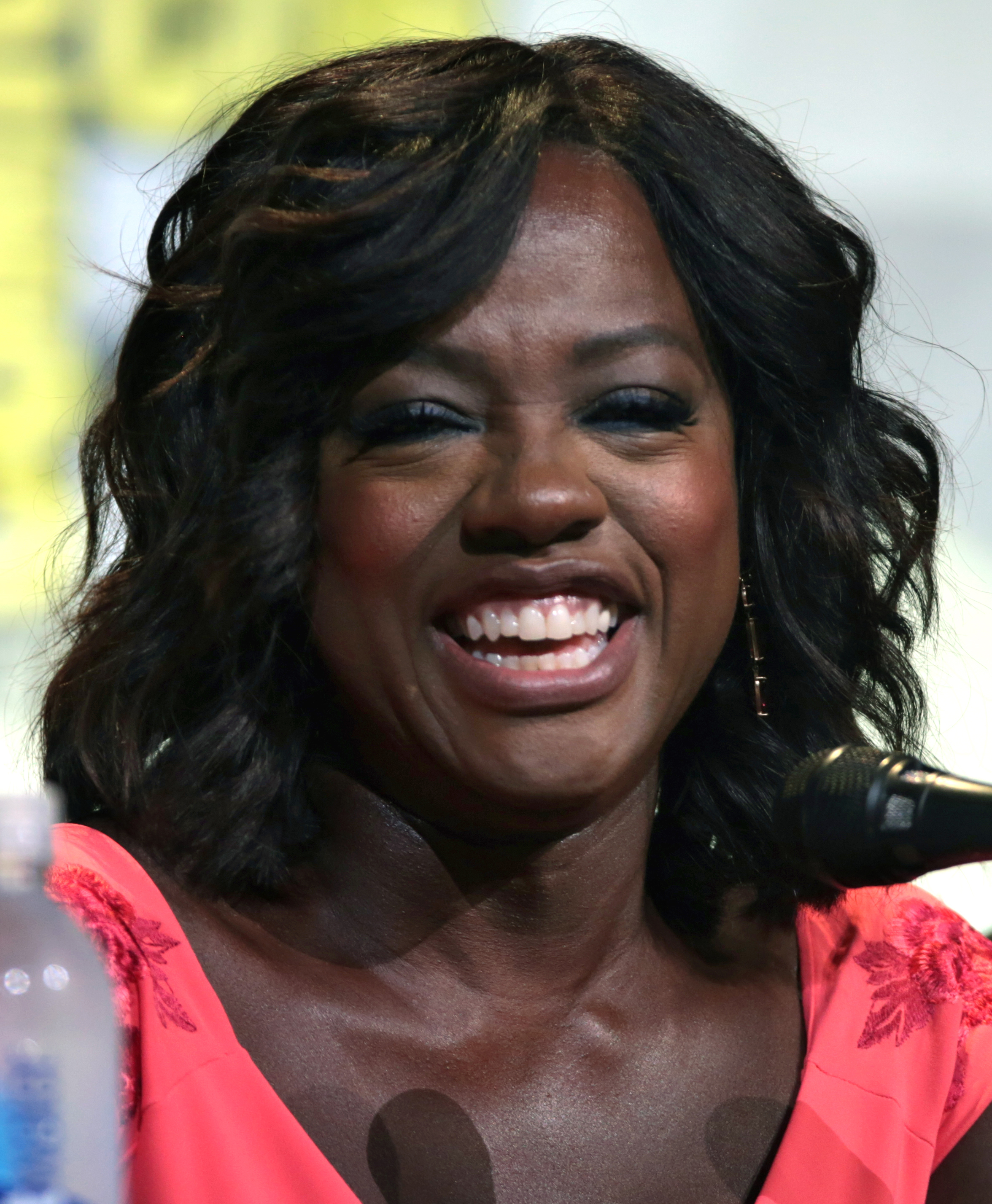
Dopo essere stata scelta per il ruolo di Amanda Waller, Viola Davis ha elogiato la forza del personaggio e la sua abilità nel manipolare supereroi e supercriminali a proprio piacimento

L'attrice Viola Davis è stata scelta per interpretare il ruolo di Amanda Waller in Suicide Squad (2016), film ambientato nel DC Extended Universe. A proposito del suo personaggio, Davis ha dichiarato: «È una stratega. È una manipolatrice. Non vola nel cielo né nuota sott'acqua. È solo una persona normale capace di manipolare questi supereroi. E lo adoro». Ha inoltre analizzato la psicologia e la forza di Waller, descrivendola come «una donna nera potente, dura, pronta a impugnare una pistola e sparare a chiunque senza esitazione», aggiungendo che è «implacabile nella sua malvagità» e che i suoi veri poteri risiedono «nell'intelligenza e nella totale assenza di senso di colpa».
Per prepararsi al ruolo, Davis ha letto Confessioni di una sociopatica. Ha dichiarato che l’esperienza sul set è stata per lei unica, in quanto il regista David Ayer e alcuni membri del cast hanno adottato tecniche di recitazione non convenzionali durante le riprese. In un'occasione, Ayer le chiese di insultare l'attore Joel Kinnaman, interprete di Rick Flag, chiamandolo «figa» e «puttana", »cosa che — come ha raccontato — la fece sentire «come una vera delinquente, e fece venire voglia a Rick Flag di prendermi a calci in culo. Così David ottenne ciò che voleva». Kinnaman ha successivamente confermato di essersi sentito "tradito" dalle parole di Davis, ma ha riconosciuto che era proprio quella la reazione emotiva che Ayer voleva suscitare nel suo personaggio in quel momento. In un'intervista successiva, Davis ha raccontato che, durante le fasi iniziali delle riprese, Jared Leto — interprete del Joker — chiese a uno dei suoi "scagnozzi" di lasciare un maiale morto su un tavolo nella sala prove. L'episodio la scioccò profondamente, fino a quando non "scattò" e usò quell'esperienza come spinta emotiva per la sua interpretazione. Davis ha inoltre riferito che Leto aveva regalato un ratto nero vivo a Margot Robbie, che interpretava Harley Quinn. «Ha urlato», ha commentato, «e poi l'ha tenuto».
Davis ha ripreso il ruolo di Amanda Waller nei film The Suicide Squad - Missione suicida (2021), Peacemaker (2022) e Black Adam (2022). Ha inoltre avviato delle trattative per recitare in una serie prodotta da HBO Max, interamente incentrata sul suo personaggio.

## Accoglienza
Mark Birrel di Screen Rant ha classificato Amanda Waller in Suicide Squad come la migliore antagonista di qualsiasi film del DCEU fino al 2019. Ha scritto: «L'interpretazione di Viola Davis di uno dei personaggi più amati dai fan ha dato vita al cattivo più umano e astuto del DCEU, all'interno di quello che è stato il loro film più criticato fino a quel momento. Davis riesce a eclissare alcune delle star più grandi, brillanti e appariscenti in un film corale sovraccarico di motivazioni e personalità contrastanti». Birrel sottolinea inoltre come la sua incrollabile sicurezza e spietatezza la rendano il perfetto "padrino" della Suicide Squad. Darren Mooney, in una recensione del sequel stand-alone The Suicide Squad, sostiene che il personaggio di Waller e «l'archetipo del maestro delle spie» siano stati decostruiti nel film. Ciò è dovuto, tra le altre cose, alla sua presenza meno dominante rispetto al primo capitolo, lasciando maggiore spazio ai membri della nuova Suicide Squad, e a una maggiore propensione agli errori. Tra questi, Mooney cita l'invio sbagliato di Weasel in un assalto anfibio, nonostante l'incapacità della creatura di nuotare, e il fatto che Waller venga superata in astuzia da Bloodsport nel climax del film. Inoltre, Mooney descrive Waller come la controparte del DCEU di Nick Fury del Marvel Cinematic Universe, sottolineando come, proprio come Fury, Waller sia «un personaggio apparentemente privo di poteri che manipola i supereroi attorno a sé all'interno di un quadro militare».
Dopo l'uscita del film The Woman King (2022), interpretato da Viola Davis, Renaldo Matadeen di CBR.com scrisse che il DCEU stava "sprecando" il talento dell'attrice nel ruolo di Amanda Waller, soprattutto alla luce della sua intensa interpretazione nel film. Matadeen sostenne che il DCEU avrebbe dovuto esplorare più sfaccettature del personaggio, invece di confinarla esclusivamente nelle proprietà legate a Suicide Squad e Peacemaker, dove si limitava a impartire ordini dal quartier generale della Task Force X. Inoltre, la definì poco più di un «imbroglione aziendale al servizio del governo», fatta eccezione per il suo incontro con Bruce Wayne in Suicide Squad, in cui risultava «piuttosto spaventosa».